# Nag Hammadi-teksterne
Nag Hammadi-teksterne er en samling af 13 kristne papyrus med 52 skrifter, som bærer præg af dels gnostiske, dels hermetiske, dels nytestamentlige apokryfer.
De blev fundet nær Nag Hammadi i Egypten i 1945-47 og hører til de bibelske apokryfer. De blev gemt i lerkrukker og tekster skrevet på papyrus og indbundet i kodeksform. Skriftsamlingen, der i 300-tallet blev skjult pga. religiøse stridigheder, er samlet af gnostiske kristne i opposition til den officielle kristendom, der netop var blevet romersk statsreligion. Fundet opbevares i dag på Det Koptiske Museum i Cairo.
Blandt teksterne hører:
- Thomas-evangeliet
- Maria Magdalene-evangeliet
- Jakobs-apokryfen
- Frelserens dialog
- Sandhedens evangelium
- Filipsevangeliet
- Eugnostos' brev
- Sophia Jesu Christi